# Park Si-eun
Park Si-eun (Seúl; 1 de agosto de 2001) es una actriz y cantante surcoreana. Debutó en el 2020 en el grupo femenino surcoreano STAYC.

## Biografía
Es la hija del cantante Park Nam-jung.

## Carrera
Es miembro de la agencia High Up Entertainment. Previamente fue aprendiz y parte de la división de actores de JYP Entertainment del 18 de enero de 2017 hasta 2019.

### Televisión
Debutó actoralmente en 2014 como personaje principal del elenco infantil en la serie Pluto Secret Society.
El 5 de agosto del 2019 se unió al elenco principal del drama Everything And Nothing donde dio vida a Ahn Seo-yeon, una estudiante que toca el piano.

### Música
En el 2020 debutó junto al grupo STAYC con el álbum sencillo Star to a Young Culture.

## Filmografía

### Serie de televisión
| Año  | Título                                | Personaje                  | Cadena        |
| ---- | ------------------------------------- | -------------------------- | ------------- |
| 2014 | Pluto Secret Society                  | Jin Sun-mi                 | EBS           |
| 2014 | Pride and Prejudice                   | Han Yeol-mu                | MBC           |
| 2015 | Six Flying Dragons                    | Yeon-hee                   | SBS           |
| 2016 | Signal                                | Oh Eun-ji                  | tvN           |
| 2016 | The Good Wife                         | Lee Seo-yeon               | tvN           |
| 2016 | Welcome to My Lab 2                   | Je-ni                      | Tooniverse    |
| 2016 | The Gentlemen of Wolgyesu Tailor Shop | Oh Young-eun               | KBS2          |
| 2017 | Queen for Seven Days                  | Shin Chae-kyung (de joven) | KBS2          |
| 2017 | Criminal Minds                        |                            | tvN           |
| 2017 | Rain or Shine (Just Between Lovers)   | Ha Moon-soo                | JTBC          |
| 2018 | 30 but 17                             | Woo Seo-ri (de joven)      | SBS           |
| 2019 | The Crowned Clown                     | Gye Hwan                   | tvN           |
| 2019 | Seventeen Year Old's Condition        | Ahn Seo Yeon               | SBS           |
| 2020 | Mystic Pop-up Bar                     | Wol Joo (joven)            | JTBC, Netflix |
| 2020 | Do You Like Brahms?                   | Jo Soo-an                  | SBS TV        |

### Cine
| Año  | Título        | Papel         | Notas |
| ---- | ------------- | ------------- | ----- |
| 2015 | Love Forecast | Kang Joon-hee |       |

### Espectáculo de variedades
| Año  | Título                       | Red        | Notas                            |
| ---- | ---------------------------- | ---------- | -------------------------------- |
| 2012 | Star Junior Show Bungeoppang | SBS        |                                  |
| 2013 | Makire Show (Temporadas 4-5) | Tooniverse |                                  |
| 2013 | Law of the Jungle K          | SBS        |                                  |
| 2013 | Kids Are Life's Blessing     | JTBC       |                                  |
| 2013 | Golden Family                | SBS        |                                  |
| 2013 | Star Family Show             | Channel A  |                                  |
| 2014 | Happy Together               | KBS2       |                                  |
| 2018 | Happy Together               | KBS2       |                                  |
| 2019 | King of Mask Singer          | MBC        | (ep #201; concursó como "Chaos") |

## Premios y nominaciones
| Año  | Categoría          | Premios              | Series               | Resultado | Ref.  |
| ---- | ------------------ | -------------------- | -------------------- | --------- | ----- |
| 2018 | Teen Actor         | SBS Drama Award      | 30 but 17            | Ganadora  | [ 8 ] |
| 2017 | Best Young Actress | 31st KBS Drama Award | Queen for Seven Days | Nominada  |       |